# Szépréti Lilla
Szépréti Lilla (eredeti neve Szépréthy; írói álneve Zsigmond Márta; Brassó, 1937. március 14. – Olthévíz, 1992. május 15.) erdélyi magyar elbeszélő, riporter.

## Életútja, munkássága
1954-ben érettségizett szülővárosában; a Bolyai Tudományegyetemen szerzett magyar szakos tanári oklevelet (1959). Ez év szeptemberétől haláláig a marosvásárhelyi Új Élet (1990-től Erdélyi Figyelő) belső munkatársa.
1964-ben az Utunk riportpályázatán első díjat és a Dolgozó Nő novellapályázatán III. díjat nyert, ezek az írásai voltak első publikációi. Prózai írásaiban jellegzetes nőtípusokat ábrázolt; a gyermekregényei, meséi is kedveltek voltak. 1968-ban szerepelt a Megtalált világ című antológiában. 1969–79 között Marx József fotóival illusztrált színes riportokban mutatta be az Új Életben Erdély nevezetes műemlékeit: várait, kastélyait, székesegyházait. Az Utunk, Igaz Szó, Előre, Vörös Zászló, Jóbarát is közölte írásait.

## Művei
- Egy szál svéd gyufa (kisregény, Bukarest, 1965);
- Párhuzamos vonatok (elbeszélések, Bukarest, 1968);
- Zöld mécses (regény, Bukarest, 1969);
- Zsuzsu Seremberekben (meseregény, Bukarest, 1971);
- Utazás anyámmal (novellák, Kolozsvár, 1974);
- Napot járó pillangó (meseregény, Bukarest, 1975);
- A család reménysége (kisregény, Bukarest, 1976);
- Régi és új világ (képes levelezőlapok erdélyi műemlékekről, Kolozsvár, 1981);
- Családregény (önéletrajzi írás, Marosvásárhely, 1996).